# Indosfeer

Indisch subcontinent, bestaande uit India, Bangladesh, Pakistan, Sri Lanka, Nepal, Bhutan en de Malediven.
Andere landen die cultureel verbonden zijn met India; onder andere Myanmar, Thailand, Cambodja, Laos, Zuid-Vietnam, Maleisië, Singapore, Brunei en Indonesië.
Regio's die niet tot de Indiase cultuursfeer behoren, maar met aanzienlijke huidige of historische Indiase culturele invloed, met name Afghanistan, Tibet, Yunnan en de Filipijnen.

De Indosfeer, ook wel bekend als Groot-Indië, de Indiase cultuursfeer of de Indische wereld, refereert aan een gebied dat bestaat uit verschillende landen en regio's in Zuid-Azië, Oost-Azië en Zuidoost-Azië die historisch werden beïnvloed door de Indiase cultuur, die op zich zelf weer bestaat uit verschillende culturen die inheems zijn tot Zuid-Azië. 
De term "Indosfeer" werd bedacht door Amerikaanse linguïst James Matisoff voor gebieden met Indiase taalkundige invloed in de Oost-Aziatische, Zuidoost-Aziatische en Centraal-Aziatische regio's.
Naast de culturele invloed van India, was het ontstaan van de Indosfeer ook te danken aan de verspreiding van het hindoeïsme en boeddhisme in verschillende regio's in Azië, voornamelijk in Zuidoost-Azië, Centraal-Azië en Sri Lanka.
Ook in het noorden van het Indisch subcontinent werden dharmische religiën en filosofieën opgenomen. Het had het meeste invloed in Tibet en Bhutan, waar tot op heden nog steeds het boeddhisme een overheersende religie is. Ook versmolt het daar met inheemse religiën en tradities. Het boeddhisme verspreidde zich tot Oezbekistan en andere delen van Centraal-Azië, en boeddhistische teksten en ideeën werden aanvaard in China en Japan.
Ook het hindoeïsme had invloed op aangrenzende regio's, met name op Zuidoost-Azië.
In Zuidwest-Azië drong de Indiase cultuur door tot het Perzische Rijk.
Centraal-Azië (Midden-Azië) · Noord-Azië · Oost-Azië · Zuid-Azië · Zuidoost-Azië · Zuidwest-Azië

Oosten: Nabije Oosten · Midden-Oosten · Verre Oosten

Arabië · Golf · Indië · Indochina · Levant · Mashreq · Sinosfeer · Indosfeer · Turkestan